# Kolonia Łomnicka
Kolonia Łomnicka (deutsch Tellsruh) ist ein Dorf in der Stadt-und-Land-Gemeinde Olesno (Rosenberg) im Powiat Oleski der Woiwodschaft Opole (Oppeln) in Polen.

## Geografie
Kolonia Łomnicka liegt 8,5 Kilometer südöstlich von Olesno und rund 40 Kilometer nordöstlich von Opole in der Region Oberschlesien. Das Dorf ist zu allen Himmelsrichtungen – nach Norden hin von aufgelockerten – Nadelwäldern umgeben.

## Geschichte
Die Kolonie Tellsruh wurde im Jahr 1780 von Leopold Konrad Ludwig von Gessler gegründet.
1840 wurde im Dorf eine katholische Schule gebaut. Das katholische Tellsruh war nach Wyssoka eingepfarrt – in Lomnitz bestand eine Filialkirche.
Bei der Volksabstimmung in Oberschlesien am 20. März 1921 stimmten in Tellsruh 44 Personen für den Verbleib bei Deutschland und 120 für die Angliederung an Polen. Da der Stimmkreis Rosenberg aber mehrheitlich für Deutschland gestimmt hatte, verblieb Tellsruh mit diesem beim Deutschen Reich.
Zum 1. November 1928 wurde die Landgemeinde Tellsruh mit der Landgemeinde Lomnitz und dem Gutsbezirk Schoffschütz zur Landgemeinde Lomnitz zusammengeschlossen.
Nach dem Zweiten Weltkrieg kam das Dorf 1945 als Kolonia Łomnicka unter polnische Verwaltung.
Von 1958 bis 1963 wurde im Dorf eine katholische Filialkirche errichtet.

### Einwohnerentwicklung
Die Einwohnerzahlen von Tellsruh bis zur Eingemeindung nach Lomnitz:
| Jahr | Einwohner |
| ---- | --------- |
| 1822 | 77        |
| 1830 | 204       |
| 1844 | 262       |
| 1855 | 261       |
| 1861 | 268       |
| 1910 | 229       |